# Idaea griseinitens
Idaea griseinitens är en fjärilsart som beskrevs av William Schaus 1913. Idaea griseinitens ingår i släktet Idaea och familjen mätare. Inga underarter finns listade i Catalogue of Life.